# Isaías Medina Angarita
Isaías Medina Angarita (San Cristóbal, 6 luglio 1897 – Caracas, 15 settembre 1953) è stato un generale e politico venezuelano.

## Biografia
Nato nelle Ande venezuelane, nel 1912 si iscrisse alla Scuola militare (Escuela militar) di Caracas. Nominato generale da Juan Vicente Gómez, fu ministro della Guerra y marina durante la presidenza di Eleazar López Contreras. È stato Presidente del Venezuela dal 28 aprile 1941 al 18 ottobre 1945.